# Église Santa Brigida (Naples)
Pour l’article homonyme, voir Église Santa Brigida (Rome).
L'église Santa Brigida est une église dédiée à sainte Brigitte de Suède située sur la Via Santa Brigida dans le centre de Naples, en Italie. L'église est à proximité de l'une des portes de la Galleria Umberto I. Le peintre Luca Giordano (1634-1705) y est inhumé.

## Histoire
L'origine de l'église date de 1609, quand un marchand local, Giovanni Antonio Bianco, dédie une chapelle à sainte Brigitte. Il a également construit une maison d'accueil  pour les veuves, mais le travail a été bloqué par la curie de Naples, et l'édifice est finalement vendu à une dame de la noblesse, Giovanna Guevarra, avec le consentement de l'archevêque.
L'église a été en mesure d'ouvrir en 1610 en accueillant les clercs réguliers de la Mère de Dieu qui, entre 1637 et 1640, ont agrandi l'église et le couvent, qui fait maintenant partie intégrante de palazzo Barbaja. En raison de son emplacement près du Castel Nuovo, les autorités espagnoles ont demandé que l'église ait un dôme peu élevé  (9 mètres), afin de ne pas occulter la vue depuis les tours de guet du château. Les clercs réguliers sont restés jusqu'à ce que leur ordre soit supprimé sous l'occupation française, puis ils l'ont réintégrée au cours de la restauration des Bourbons.
Finalement, ils furent de nouveau expulsés après l'unification de l'Italie sous la maison de Savoie en 1862.
L'église est le siège historique de l'ordre militaire du Saint-Sauveur et de Sainte Brigitte de Suède

## Extérieur
La modeste façade est construite sur deux ordres. Le premier ionique sur lequel s'ouvre un simple portail surmonté d'une stèle et dans l'entablement une inscription en langue grecque; Le second ordre est caractérisé par la présence d'une grande fenêtre.

## Intérieur
L'intérieur, en croix latine, avec des chapelles latérales présente des cycles picturaux baroques :La Gloire de sainte Brigitte, Saint Nicolas, Le Jugement Dernier et La Passion par Luca Giordano qui est enterré dans l'église. Certains tableaux  de Giordano ont été complétés par l'un de ses élèves, Giuseppe Simonelli. Les autres peintres qui furent actifs dans l'église sont Massimo Stanzione et Paolo de Matteis.
La coupole possède un point de fuite artificiel, peint par Luca Giordano, qui lui donne une apparence plus mince. La chapelle Notre-Dame-des-Douleurs (Madonna Addolorata) est la plus vénérée. Les stucs de la tribune ont été dessinés par Niccolò Tagliacozzi Canale au XVIIIe siècle.

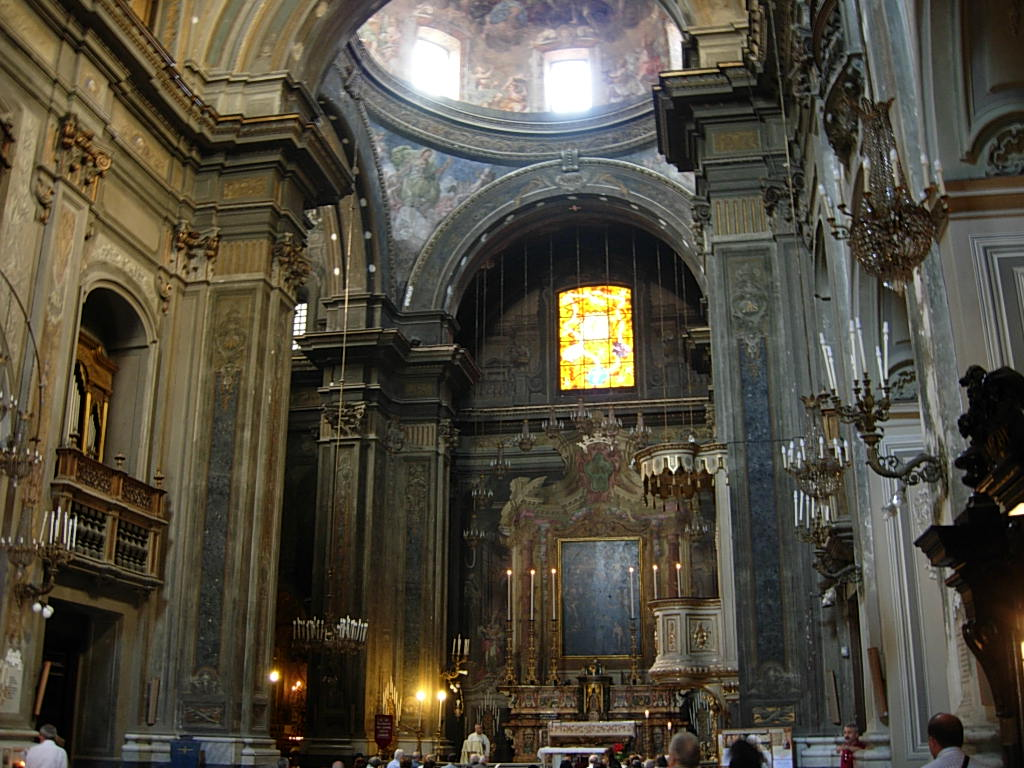
Intérieur
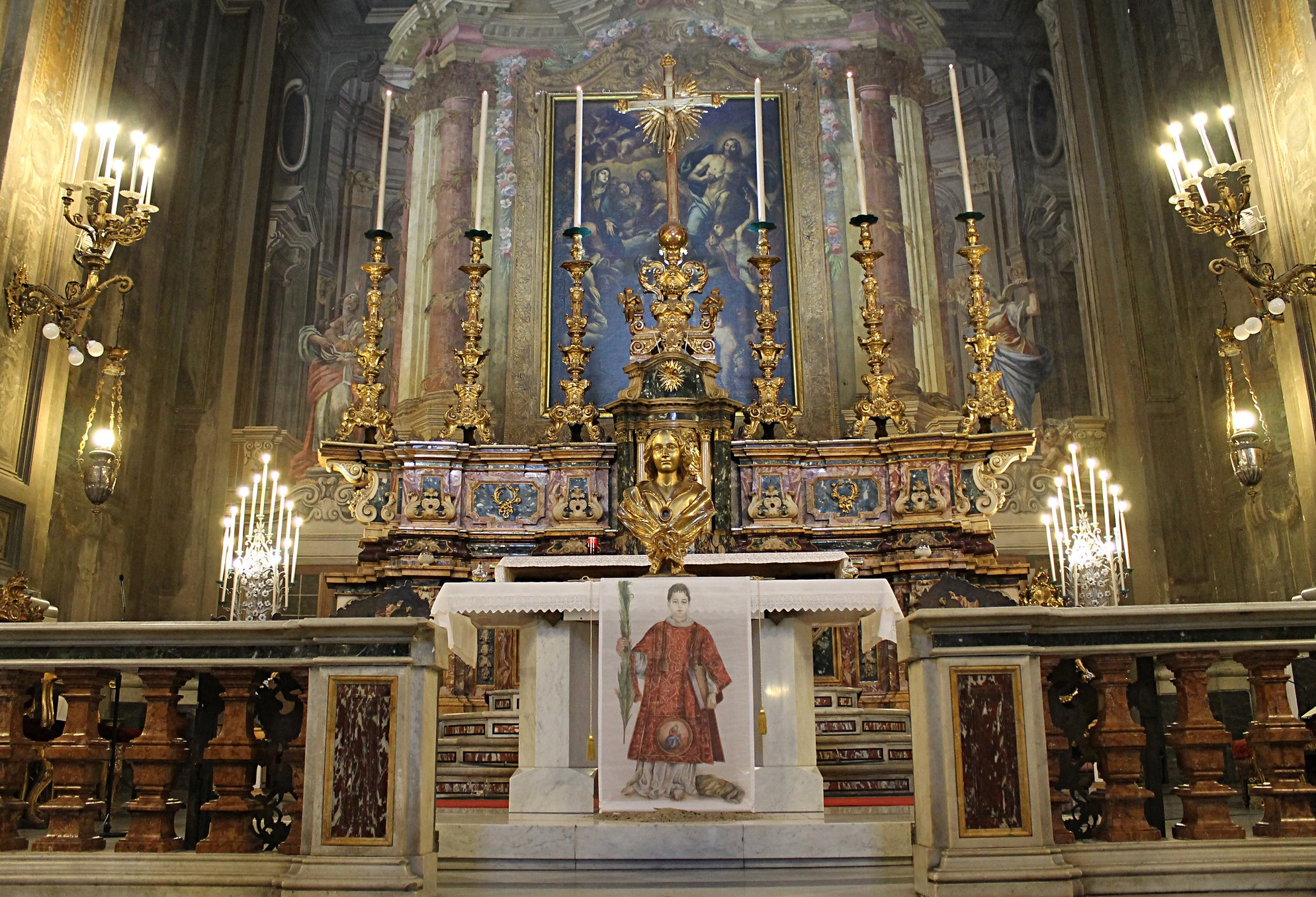
Intérieur
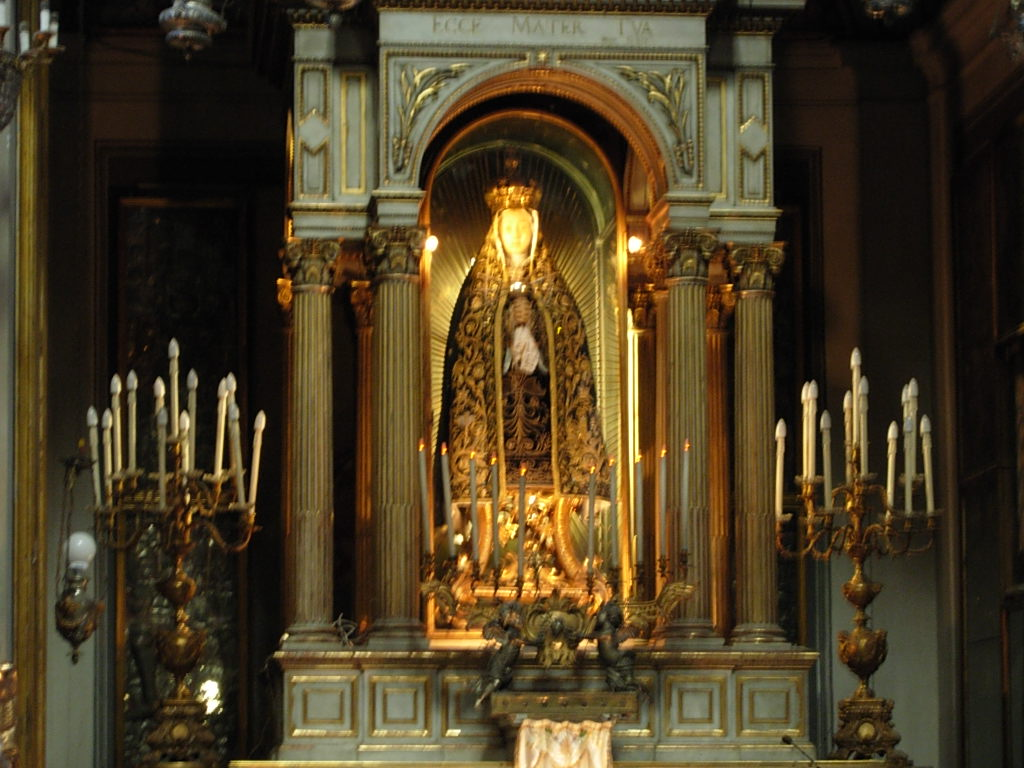
Statue de la Madonna Addolorata
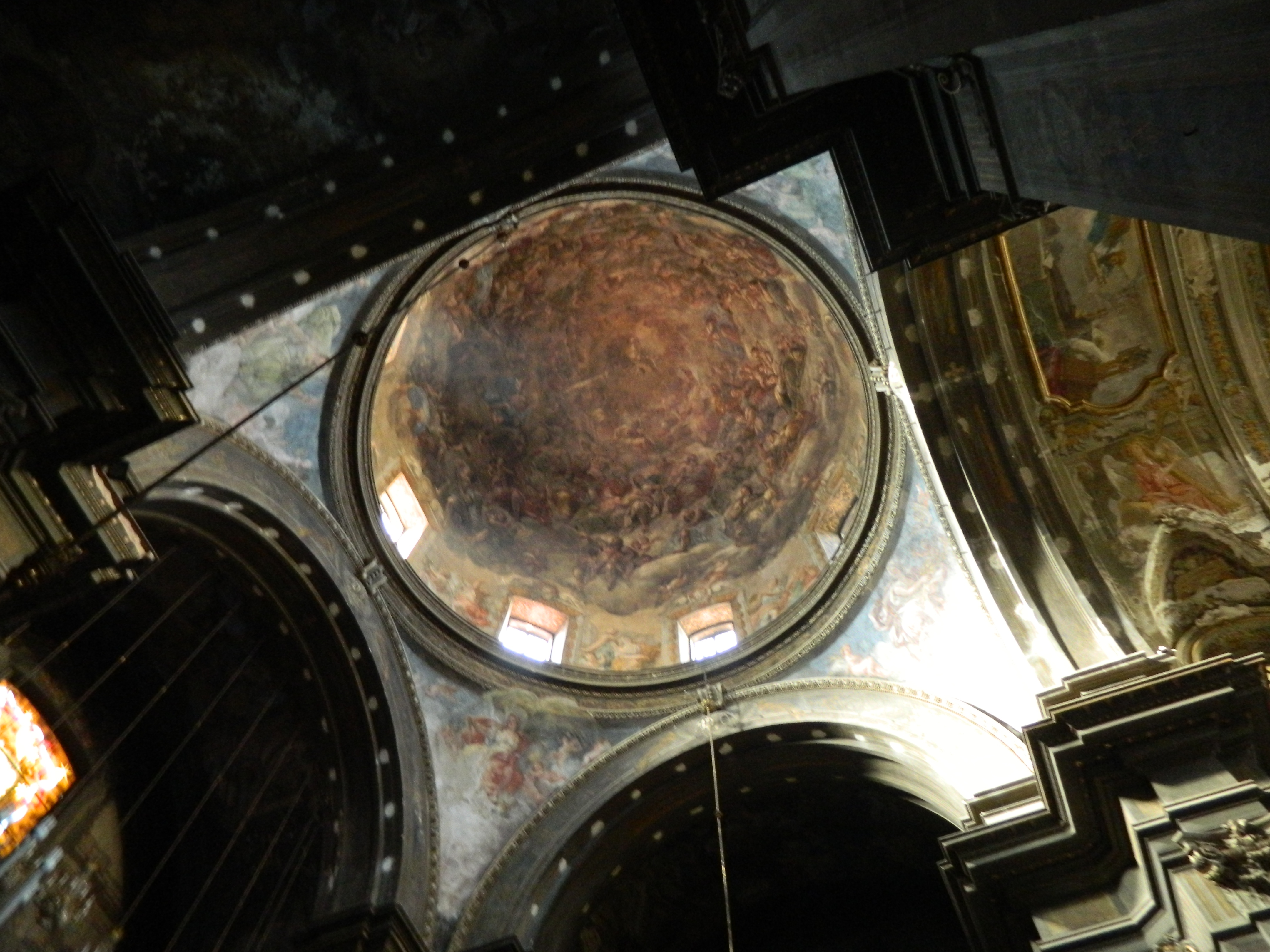
Coupole peinte par Luca Giordano